# Nacht und Nebel

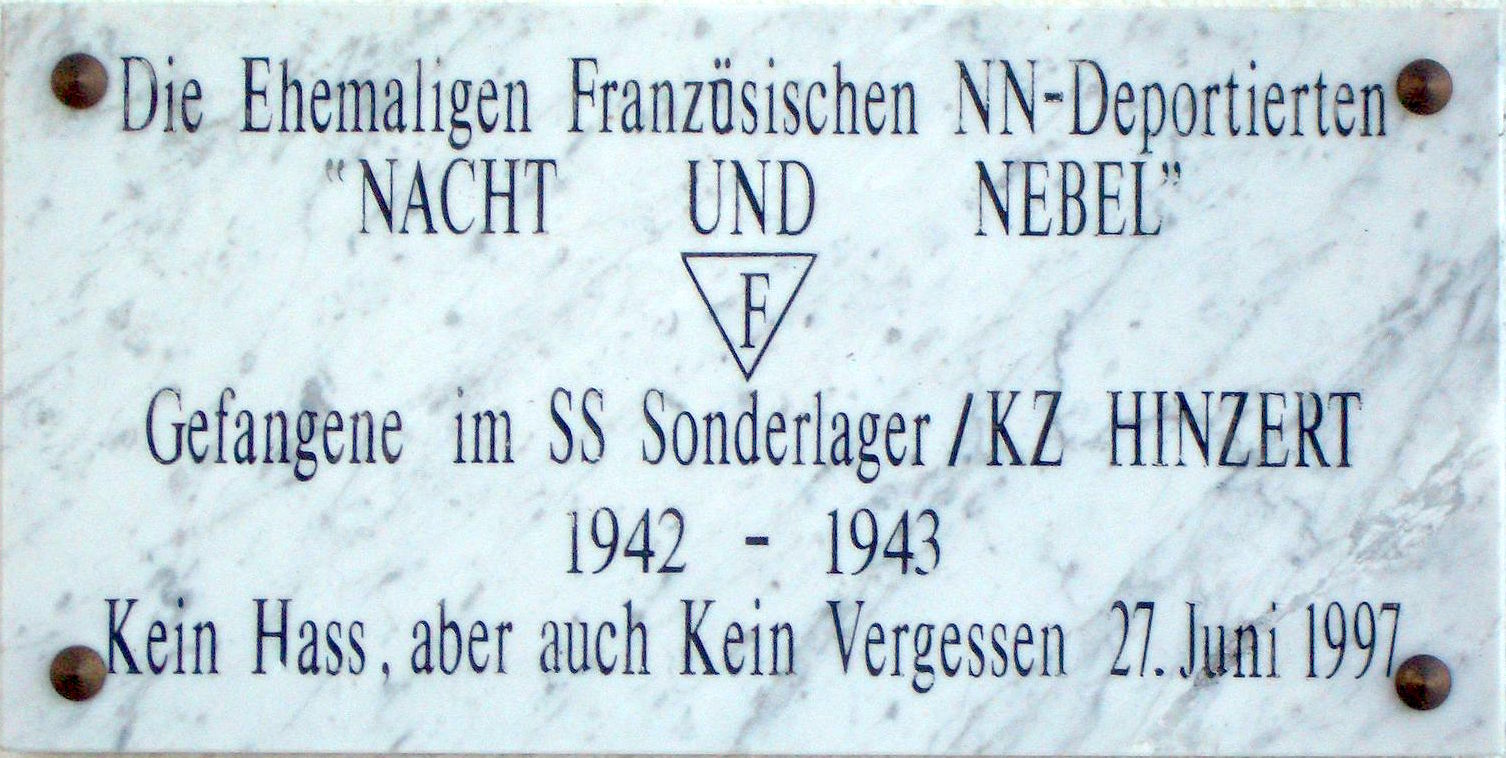
Gedenkplaat van voormalige Franse gevangenen met het motto "Geen haat, maar ook niet vergeten"

Nacht und Nebel was een speciale strafklasse tijdens de Tweede Wereldoorlog om verzetsmensen spoorloos te laten verdwijnen. De strafklasse werd ingesteld door de 'Chef des Oberkommando der Wehrmacht' veldmaarschalk Wilhelm Keitel in opdracht van Adolf Hitler.

## Speciale concentratiekampen
Twee speciale Nacht und Nebel-concentratiekampen waren Natzweiler-Struthof in de Elzas, gelegen in het huidige Frankrijk, en Groß-Rosen in Silezië, gelegen in het huidige Polen. De gevangenen werden barbaars behandeld en moesten meestal op een hongerdieet in steengroeven werken totdat de dood volgde. Ze mochten geen brieven schrijven of ontvangen, de familieleden mochten niet weten waar de gevangenen verbleven en de verwanten werden bij overlijden niet op de hoogte gesteld. Veel verzetsmensen uit Frankrijk, België, Luxemburg, Nederland en Noorwegen zijn zo om het leven gekomen.
In 1969 werden in Nederland 109 overlevenden gedecoreerd met het Borstkruis van de Stichting Vriendenkring van oud-Natzweilers.

## Bekende gevangenen

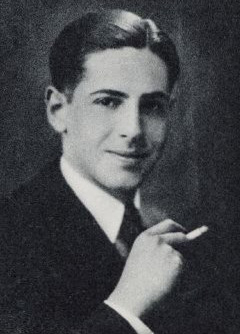
George Maduro

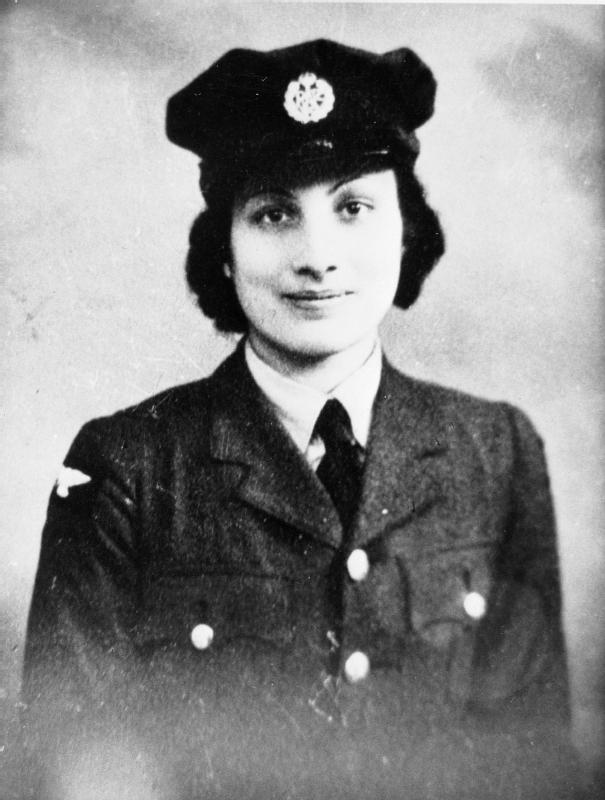
Noor Inayat Khan

- Virginia d'Albert-Lake
- Floris Bakels
- Pim Boellaard
- Albert Bos
- Trygve Bratteli
- Xavier, Graaf van Parma
- Aat Breur-Hibma
- Willem Leonard Brugsma
- Geert Bruintjes
- Eugeen Callewaert
- Jean Michel Caubo
- Charles Delestraint
- Andrée Dumon (Nadine)
- Jan Guilini
- Gerard van Hamel
- Wim Harthoorn
- Andrée De Jongh (Dédée)
- Noor Inayat Khan
- Bib van Lanschot
- Henriette Bie Lorentzen
- George Maduro
- Elsie Maréchal
- Jan de Pagter
- Boris Pahor
- Pim Reijntjes
- Jet Roosenburg
- Mathieu Smedts
- Joseph Schmidlin
- Carel Steensma
- Jacques Stosskopf
- Paulus van Wandelen
- Herman Bernard Wiardi Beckman